# نابليون في هولندا

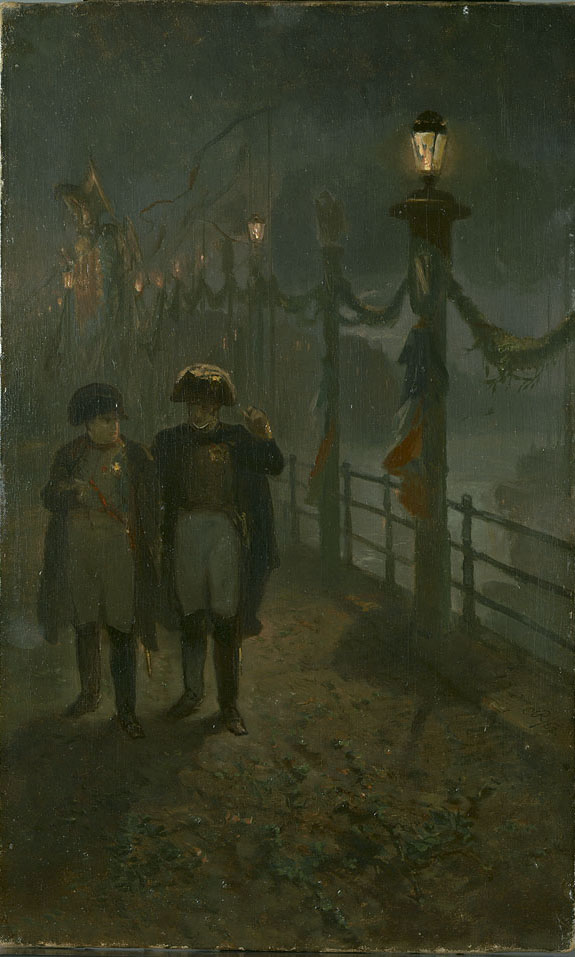
نابليون في أمستردام بريشة تشارلز روتشوسن

في أواخر سبتمبر 1811، زار الإمبراطور الفرنسي نابليون الأول مملكة هولندا السابقة؛ وشرح لأرماند أوغستي لويس دي كولينكورت أهدافه: حصار التجارة مع بريطانيا، وتشكيل حكومة، وإصدار أمر "الطرق الإمبراطورية".

## هولندا في الإمبراطورية الفرنسية الأولى
أراد نابليون السيطرة على كل ميناء بحري في المنطقة، وفي 16 مارس 1810 أصبحت بوش دو ليسكو وبوش دو رين جزءًا من الإمبراطورية الفرنسية الأولى. عارض الملك لويس بونابرت شقيقه الأكبر عندما كانت قوات نابليون لا تحتل الساحل فحسب بل وتتجه إلى الداخل أكثر. وصل المارشال نيكولاس أودينو مع 20 ألف جندي لمنع التهريب وتنظيم النظام القاري. بعد أن هدد نابليون باحتلال أمستردام، تنازل الملك لويس عن العرش في الأول من يوليو عام 1810 لصالح نابليون لويس بونابرت، ابنه. ضُمت هولندا إلى فرنسا بموجب مرسوم في 9 يوليو؛  "مع السماح لحرس السواحل الإمبراطوري والجمارك والشرطة بالعمل توقف التهريب أخيرًا." في 18 أغسطس 1810، أمر نابليون بمرسوم بدمج الجيش الهولندي في الجيش الإمبراطوري الفرنسي.
في 1 يناير 1811، تم تقسيم البلاد إلى سبعة أقسام: زويديرزي وبوش دو لا ميوز وإيسل سوبريور وبوش دو ليسيل وفريز وإمس أوكسيدنتال وإمس أورينتال.  كما أختفت البحرية الملكية الهولندية في ذلك اليوم، حيث دمجت مع البحرية الإمبراطورية الفرنسية. في 18 أغسطس 1811 أصدر نابليون مرسومًا يقضي بأن على كل شخص ليس لديه اسم عائلة أن يختار واحدًا قبل 1 يناير 1814. حتى 17 نوفمبر 1813، شغل تشارلز فرانسوا لوبرون منصب الحاكم العام لهولندا، حيث أعاد تنظيم إداراتها لتصبح أكثر كفاءة وحيادية من الناحية القانونية. وقد ساعده المحافظان أنطوان دي سيليس وجوسون دي ستاسارت، مع ألكسندر جوجيل في الشؤون المالية وفرانسوا جان بابتيست دالفونس في الشؤون الداخلية بصفته "المدير العام". وكان الأخير مسؤولاً عن "نظرة على هولاند"، التي نُشرت في نهاية أبريل 1813، وكانت مليئة بالإحصائيات والتفاصيل.

## زيارة

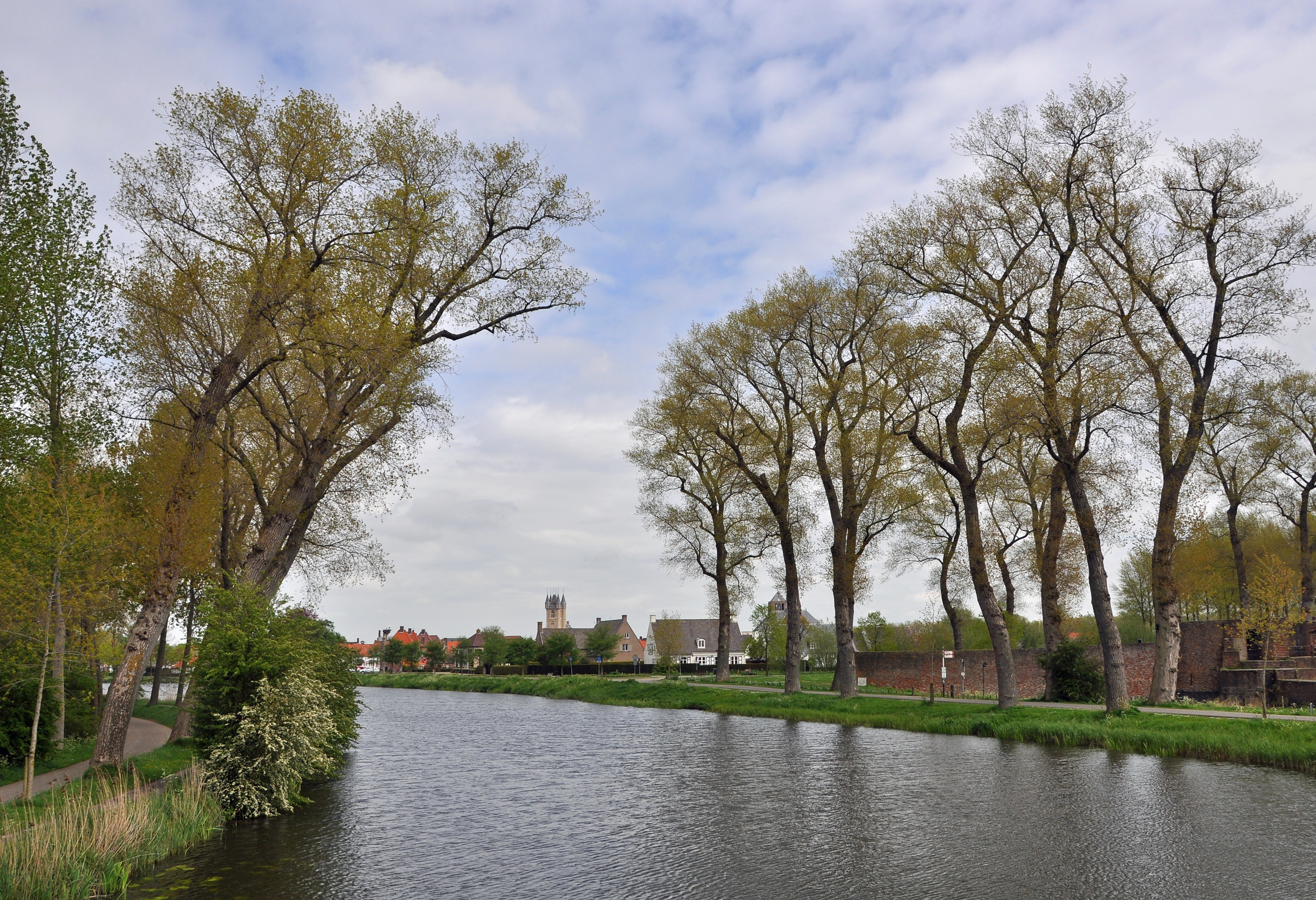
القناة بين سلويس ودام، وتسمى أيضًا قناة نابليون

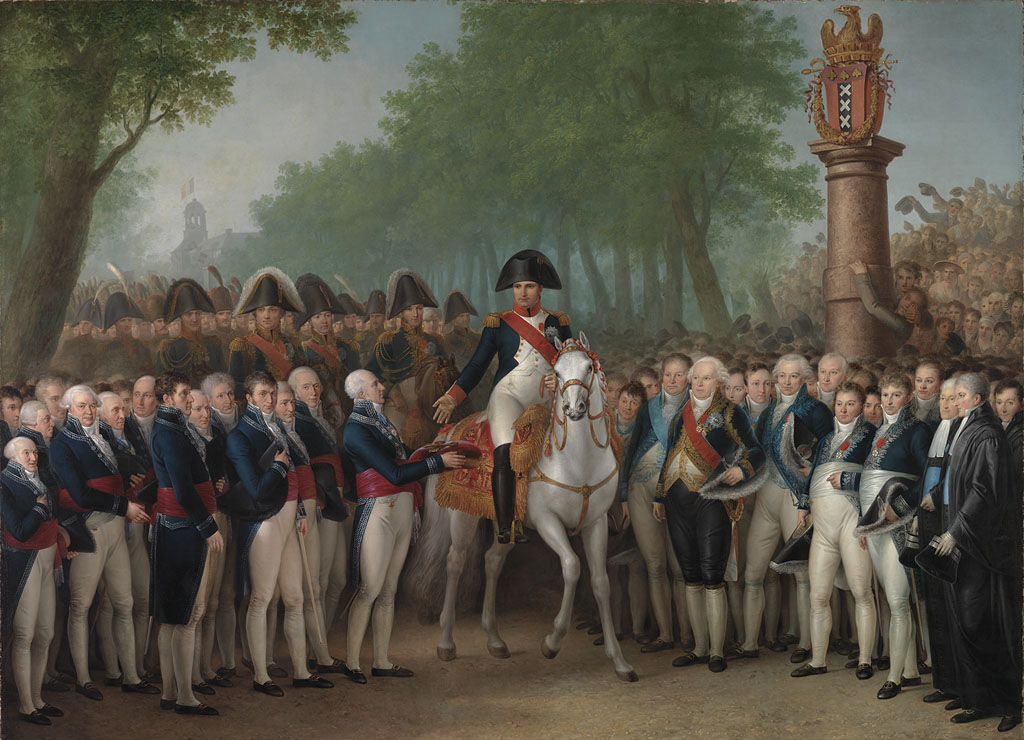
وصول نابليون إلى أمستردام، 9 أكتوبر 1811، بريشة ماتيوس إغناتيوس فان بري

في 24 سبتمبر 1811 وصل نابليون إلى بريسكينز، وفي 27 سبتمبر وصل إلى فليسينجن، وهي مدينة إستراتيجية زارها مرتين من قبل (في عامي 1803 و1810). وبعد أيام قليلة التقى بزوجته في أنتويرب. ثم سافروا شمالاً إلى المدن المحصنة ويلمستاد وهيليفوتسلاوس. وكان برفقته 75 شخصًا والجنرال ديرك فان هوجيندورب، الذي أصبح فيما بعد حاكمًا لكونيجسبيرج وفيلنيوس وبريسلاو وهامبورج (وتم ذكره كأحد القلائل في وصية نابليون). وصل إلى جورينشيم في 5 أكتوبر، وفي اليوم التالي غادر إلى أوتريخت. وهناك التقى بأعضاء الكنيسة الكاثوليكية القديمة واليهود. وفي 9 أكتوبر وصل إلى أمستردام، العاصمة الثالثة لإمبراطوريته، وأقام لمدة أسبوعين في القصر الملكي في أمستردام. ناقش مع التجار الهولنديين النظام القاري وآثاره المقصودة على الاقتصاد البريطاني. قام بزيارة العديد من الأرصفة، والثكنات العسكرية في حي سانت تشارلز، والتحصينات في بامبوس، وبيت تريبنهاوس. وفي المساء قدم فرانسوا جوزيف تالما عرضًا لأوبرا أندروماك. عبر بروك في ووترلاند وميديمبليك سافر نابليون إلى دن هيلدر، التي كانت في نظر نابليون القاعدة البحرية الأكثر أهمية في الشمال. رافقه نائب الأدميرال جان ويليم دي وينتر، الذي دُفن لاحقًا في البانثيون، إلى تيكسل، وناقشا إمكانيات إبقاء البحرية الملكية بعيدًا عن الساحل الهولندي. بسبب نقص الأموال في وقت سابق من ذلك العام، تم تجنيد 4000 صياد هولندي في البحرية الإمبراطورية الفرنسية.
عند عودته إلى أمستردام، رافق كراينهوف نابليون لرؤية تحصينات مويدن وناردن. في 22 أكتوبر، أُغلقت جامعات أوترخت وهاردرويك وفرانيكر. كما تم إغلاق أثينايوم أمستردام وديفنتر. اقترح فرانسوا نويل وجورج كوفييه أن تحتفظ مدينتا ليدن وخرونينجن بجامعتيهما. وبموجب مرسوم، تلقت جميع الطوائف المسيحية أموالاً من البلدية.

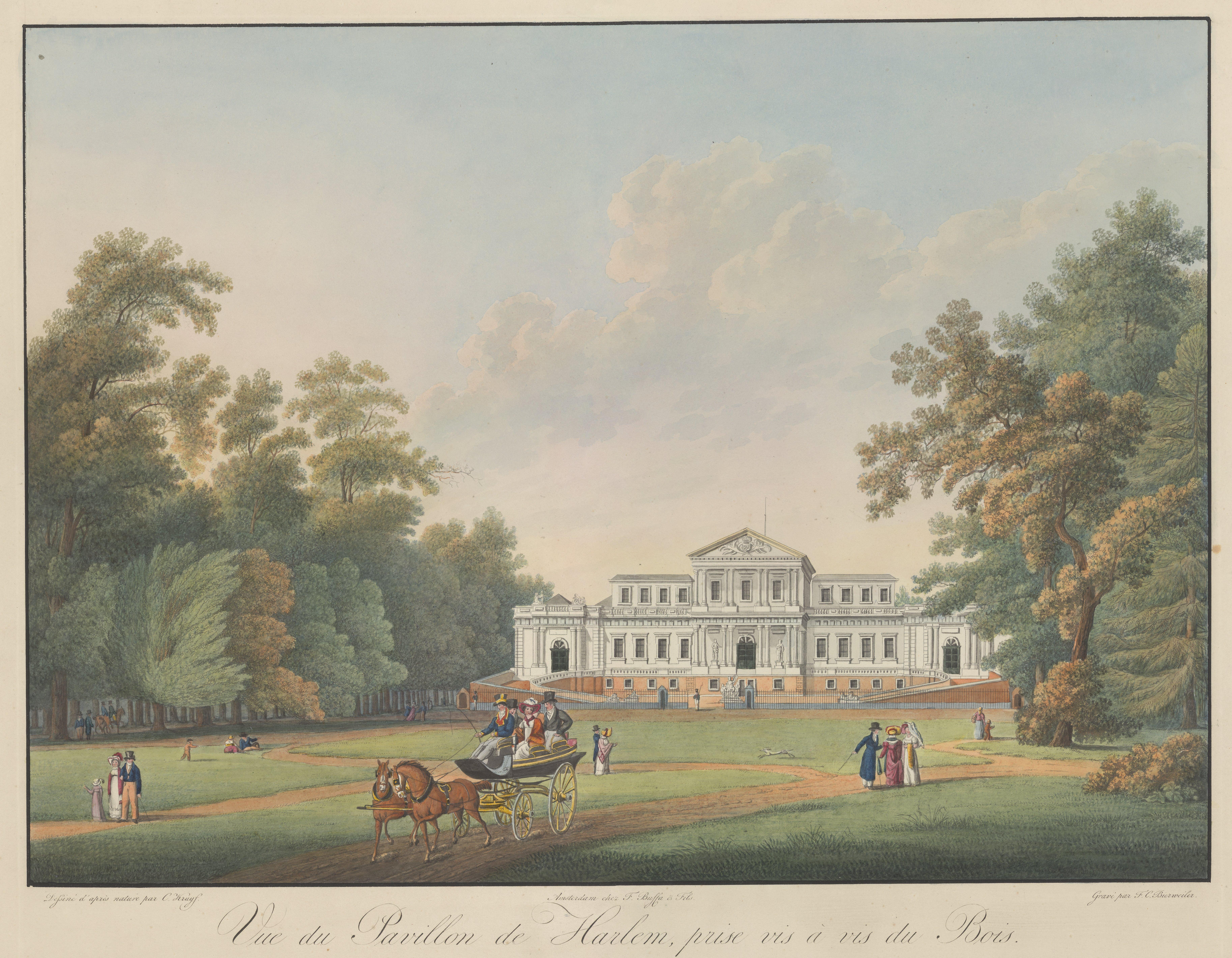
فيلا ويلجيليجن في عام 1815

وفي هارلم، زار نابليون متحف تيلرز وبافيلجوين ويلجيليجن. في طريقه جنوبًا قام بزيارة السدود في كاتفيك آن زي.  تحدث في ليدن مع العلماء سيبالد جوستينوس بروغمانز، وجيرارد سانديفورت، وماتيس سيغنبيك. وفي لاهاي، التقى مع كورنيليس فيليكس فان مانين، رئيس المحكمة العليا الإمبراطورية والمسؤول عن إدخال قانون نابليون في هولندا. أقام الزوجان ليلة واحدة في قصر لانج فورهوت؛ في روتردام في شيلاندهويس. عبر جودا وأودواتر وأوتريخت وصل نابليون إلى قصر هيت لو. قام بزيارة هاتيم ، حيث كانت تعيش زوجة هيرمان ويليم دانديلز، وزوول. وفي اليوم الأخير من شهر أكتوبر غادر نايميخين وسافر إلى فيسيل.
قبل وصول نابليون، تم إدخال السجل العقاري والسجل المدني. وبعد رحيله، أصبح النظام الضريبي والقضائي الفرنسي نافذ المفعول في الأول من يناير 1812. بين عامي 1810 و1813، أُجبر حوالي 35 ألف هولندي تتراوح أعمارهم بين 20 و50 عامًا على الانضمام إلى جيشه الكبير أو أسطوله؛ وانضم حوالي 25 ألفًا إلى نابليون في روسيا. خدم معظم الهولنديين في أفواج المشاة 123 و124 و125 و126، وفوج مشاة الخفيف 33.

## إرث
جلب نابليون معه بيروقراطية جديدة، مثل التسجيل المدني على مستوى البلاد للمواليد والزواج والوفيات. وقد استفادت الحكومة من هذا الأمر (من خلال متابعة بلوغ سن الرشد للأشخاص الخاضعين للضرائب والمؤهلين للتجنيد)، كما استفاد منه الشعب أيضًا. وكانت السجلات المدنية الجديدة أكثر اتساقاً في التفاصيل وإمكانية الوصول إليها في مستودعات مركزية مقارنة بالسجلات الدينية المتناثرة التي اعتمد عليها الناس في السابق، وأصبح الفصل بين الكنيسة والدولة في حفظ السجلات الآن هو المعيار في معظم البلدان.
ومع ذلك، فإن تعليماته في عام 1811 بإلزام أولئك الذين لا يحملون لقبًا باختيار واحد كان لها إرث غير متوقع. في حين أن الألقاب هي المعيار اليوم، اعترض العديد من الأشخاص في ذلك الوقت.